# 小林充佳
小林 充佳（こばやし みつよし、1957年〈昭和32年〉11月3日 - ）は、日本の実業家。岡山県津山市出身。西日本電信電話（NTT西日本）相談役・前代表取締役社長 社長執行役員、関西経済連合会副会長。

## 経歴
岡山県立津山高等学校、慶應義塾大学大学院を卒業後、1982年に日本電信電話公社に入社（國領二郎とは同期）。1985年に日本電信電話（NTT）として民営化された後は、1993年から1995年まで岡山支店副支店長を務めていた。
その後、NTT西日本に移籍し、岡山支店長やサービスマネジメント部長、取締役を経た後、2012年にNTTの取締役技術企画部門長兼新ビジネス推進室長に就任し、2014年には、新ビジネス推進室長を退任し常務取締役技術企画部門長に昇格した。
2018年6月22日にはNTT西日本に復帰し、村尾和俊の後任として代表取締役社長に就任した。また、2021年6月18日には同社の執行役員制度の導入に伴い、引き続き代表取締役を兼務しながらも社長執行役員に就任した。
その後、2022年6月17日にNTT西日本の社長を退任して相談役に就任し、後任にはNTTコミュニケーションズの副社長等を歴任した森林正彰が就任した（2024年に個人情報の不正流出で辞任）。社長を退任した同年には阪急阪神ホールディングスの社外取締役に就任し、翌年の2023年にはセーレンと関西テレビ放送、住友生命保険の社外取締役に就任した。また、2024年5月から、前述の村尾に代わって関西経済連合会の副会長を務めている。